# 王子北出入口

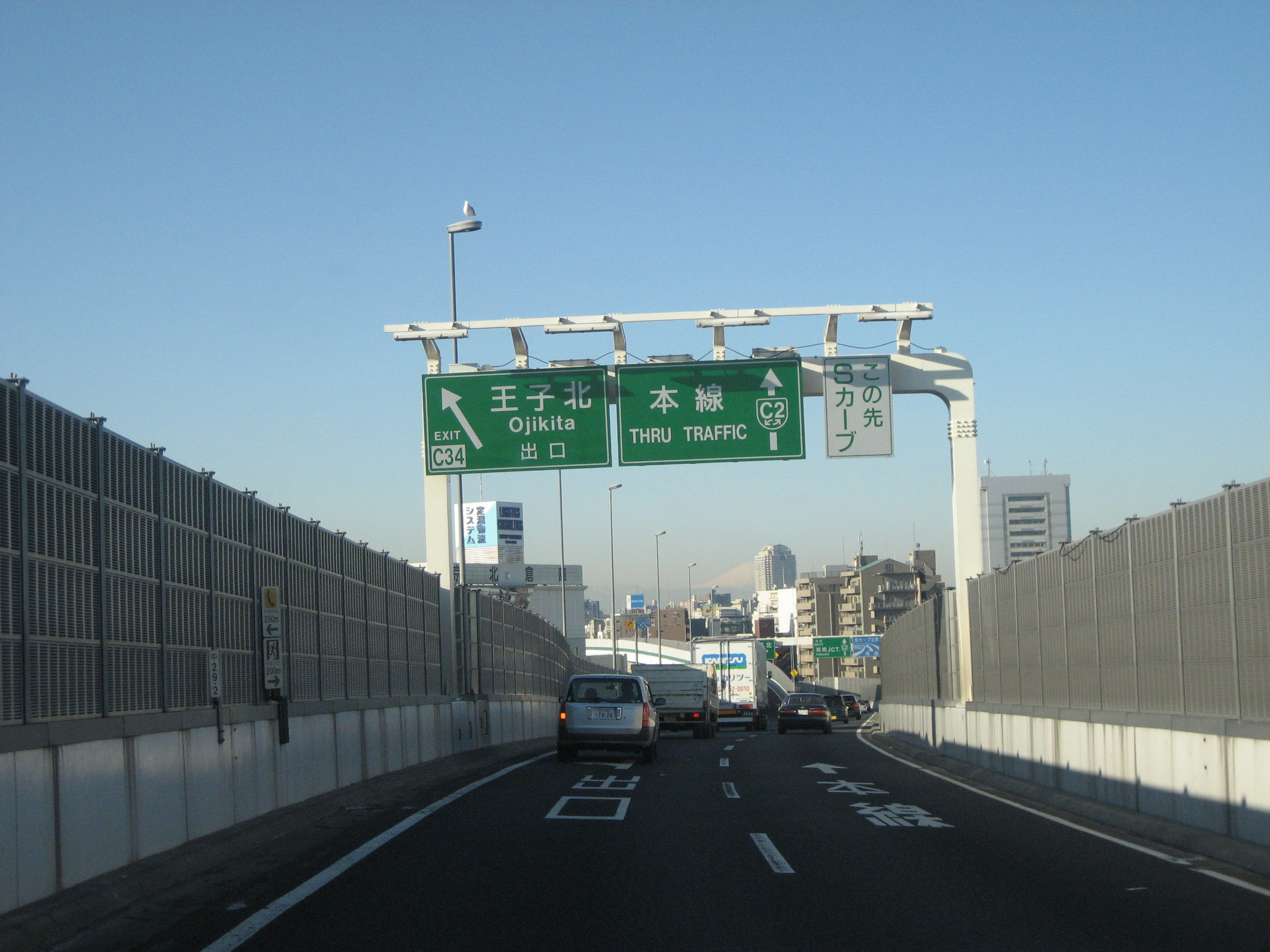
内回り出口付近

王子北出入口（おうじきたでいりぐち）は、東京都北区にある首都高速道路中央環状線のインターチェンジである。江北JCT・S1川口線方面の出入口のみ設置されているハーフインターチェンジである。
板橋JCT・5号池袋線方面のみ設置されている王子南出入口と併せて、フルインターチェンジとみなすことができる。
2022年（令和4年）4月1日以降、入口はETC専用となっている。
尚、建設当初の仮称は王子第二出入口であった。

## 連絡している道路
- 国道122号（北本通り）

## 周辺
- JR京浜東北線・東京メトロ南北線王子駅
- 王子警察署
- 都電荒川線王子駅前停留場
- 国立印刷局王子工場
- お札と切手の博物館
- 飛鳥山公園
- 石神井川
- 北区役所

など。

## 隣
首都高速中央環状線
(C31)滝野川入口 - (C33)王子南出入口 - (C34)王子北出入口 - 江北JCT - (C35,C36)扇大橋出入口